# Cotocollao (parroquia)
Cotocollao es una parroquia urbana de la ciudad de Quito, parte de las 65 que conforman el área metropolitana de la capital de Ecuador. Está ubicada en el extremo noroccidental de la urbe y sus límites son las parroquias de El Condado al norte, La Concepción al sur, Ponceano al este, y Cochapamba al oeste.

## Historia
Nacida de los restos de un asentamiento prehispánico de los cotocollaos, que habitaron en la zona entre los años 1500 y 500 a. C., esta parroquia evolucionó durante la Colonia y los primeros años de la República como una pequeña ciudad tranquila y de calles estrechas, cuya vida giraba en torno a la iglesia y la plaza principal, pero también donde muchos quiteños tenían haciendas y casas de descanso.
Los cronistas de la conquista española hablan de que en el lugar existía una plaza de intercambio comercial más pequeña que el que habían establecido los kitus en la actual plaza de San Francisco, y que ya existía allí un poblado a la orilla del llamado «Camino Real», que conectaba la ciudad de Quito con las regiones del norte de la Gobernación y posterior Presidencia.
Según relata el sacerdote italiano Juan Domingo Coleti en su obra «Diccionario histórico-geográfico de la América meridional» (1771), Cotocollao era considerado a finales del siglo XVIII como el final de la llanura de Iñaquito o Rumipamba, con su territorio extendiéndose hasta el Pichincha por el noroeste y el valle de Pomasqui por el norte. Aclara, además, que era el dominio del Condado de Selva Florida, título que ostentaba la familia Guerrero-Ponce de León, a quienes describe como una de las más antiguas e ilustres de la ciudad de Quito.
A inicios del siglo XX el pueblo se encontraba a once kilómetros de la ciudad de Quito, su población era de 4600 habitantes entre blancos, mestizos e indios, cuya economía giraba alrededor de la fabricación de alpargatas y la explotación de minas de cal. Se accedía a Cotocollao desde lo que hoy es la Avenida de la Prensa, que en algunos tramos era empedrada.
La parroquia de Cotocollao se convirtió en la puerta de entrada al norte de Pichincha, puesto que de esta parroquia salían dos caminos hacia el norte: uno a Nono, Pacto, Mindo y Nanegal, mientras que el otro llegaba a Pomasqui, San Antonio, Calacalí, la Mitad del Mundo, Perucho y el norte de Pichincha.
Permaneció como una parroquia rural de la ciudad de Quito hasta mediados del siglo XX, cuando se unió a la capital mediante una línea de tranvía a gas, que llegaba hasta la avenida Colón, lugar donde terminaba la ciudad de Quito por aquella época. Para inicios de la década de 1970, Cotocollao era todavía una zona semirrural, pero en esa misma década inició su rápida incorporación a la mancha urbana que crecía de manera acelerada gracias a los beneficios económicos del boom petrolero.
En la década de 1980 el Instituto Ecuatoriano de Seguridad Social construyó el barrio Quito Norte, dirigido a la población de estrato socioeconómico medio. Mientras que entre las décadas de 1990 y 2000 se consolidó la Urbanización 23 de Junio, una lotización destinada a la clase media-alta, que nació a partir de terrenos pertenecientes a la asociación de empleados del Ministerio de Obras Públicas.
A inicios del siglo XXI el sector del barrio Cotocollao Central se convirtió en un polo de atracción para migrantes chinos, quienes no solo instalaron sus viviendas en las casas del sector, sino que también lo llenaron con sus negocios de productos asiáticos a bajo costo; es por ello que el sector ha tomado el nombre popular de «Barrio Chino de Quito».

## Administración
Dentro del Distrito Metropolitano de Quito, y administrativamente hablando, Cotocollao es una de las 32 parroquias urbanas que componen la ciudad en sí misma, sin contar el área rural, y pertenece a la administración zonal La Delicia. Tiene una superficie de 275,0 km², y se divide en 8 barrios: Bellavista Alta, Cotocollao Central, Loma Hermosa, Los Tulipanes, Quito Norte, San José de Jarrín, Thomas y Urbanización 23 de Junio.

### Demografía
De acuerdo a la Secretaría de Territorio, Hábitat y Vivienda, del Municipio de Quito, en el censo de 2010 la parroquia de Cotocollao tenía una población de 31.623 habitantes, y entre ellos el 52,6% eran mujeres mientras que el 47,4 hombres. Según estos datos, su densidad poblacional urbana sería de 115,4 habitantes por kilómetro cuadrado, y significaría que el 1,4% de los quiteños residen en el sector. El uso del suelo es mayoritariamente de tipo residencial con importantes núcleos comerciales, y está habitado por estratos sociales bajos, medios y medio-altos.
En 1950, cuando aún era una parroquia rural, Cotocollao contaba con 6,550 habitantes, 3,362 hombres y 3,189 mujeres, según el censo nacional realizado ese año. Actualmente Cotocollao es una de las parroquias urbanas más pobladas del norte de Quito.

## Arquitectura
Al ser una parroquia relativamente nueva, pues su desarrollo se enmarca entre las décadas de 1970 y 1990, gran parte de sus edificaciones responden a las corrientes de la arquitectura moderna como el estilo internacional, el funcionalismo y el expresionismo. Justamente a estos estilos pertenecen respectivamente las casas del tradicional barrio Quito Norte, el Hospital Pablo Arturo Suárez, y la Iglesia del Divino niño que es regentada por las Hermanas Franciscanas Misioneras de Asís.
Sin embargo, también cuenta con un núcleo histórico bien definido en el barrio de Cotocollao Central, que posee edificaciones levantadas entre los siglos XVI y XIX, similares a las del centro histórico y contabilizadas dentro del patrimonio de la urbe. Una de las más conocidas constituye la colonial casa de la Quinta La Delicia, que perteneció a Mariana Carcelén, marquesa de Solanda y esposa del mariscal Antonio José de Sucre, en donde hoy se encuentran las dependencias de la Administración Zonal La Delicia.
Otras construcciones históricas importantes son la iglesia parroquial, que data del siglo XVI y está consagrada a la advocación de San Juan Bautista; el edificio jesuita de piedra volcánica que alberga la Biblioteca Aurelio Espinosa Pólit, donde se encuentra una de las más completas colecciones de libros y documentos antiguos que existen en el país; los colegios «Mena del Hierro» y «Alfonso del Hierro - La Salle», de estilo historicista y levantadas a mediados del siglo XX; y la casa de la «Quinta La Victoria», que data de inicios del siglo XX.
Por su parte, los barrios de Loma Hermosa y Urbanización 23 de Junio, que constituyen el núcleo de la clase media-alta de esta parroquia, están conformados por casas unifamiliares de diversos estilos contemporáneos y rodeadas de jardines, así como por modernos edificios de apartamentos, que les han hecho ganar plusvalía en los últimos años.

## Comercio y comunicación
En esta parroquia se desarrolla un intenso movimiento comercial, sobre todo en los barrios de Quito Norte y Cotocollao Central. Es precisamente este último que, durante la década de 2010, atrajo un gran número de migrantes de origen chino que han convertido sus calles en un paraíso del comercio al menudeo que de a poco va ganando el apelativo de «Barrio chino de Quito». Además, la parroquia está servida por varios supermercados de características populares, así como por un sinnúmero de tradicionales tiendas de vecindad, zapaterías, panaderías, restaurantes, almacenes de electrodomésticos y sastrerías.
Las principales vías que comunican esta parroquia con el resto de la ciudad, son las avenidas De la Prensa y Mariscal Sucre, así como las calles Machala, Huachi y 25 de Mayo. Además, está servida por varias líneas de transporte urbano, entre las que destaca el circuito municipal «Q10» que cubre la ruta entre el barrio Cotocollao Central y la estación norte del Trolebús, ubicada en la parroquia Jipijapa.